# Botrychium hesperium
Botrychium hesperium är en låsbräkenväxtart som först beskrevs av William Ralph Maxon och Clausen, och fick sitt nu gällande namn av Wagner och Lellinger. Botrychium hesperium ingår i släktet låsbräknar, och familjen låsbräkenväxter. Inga underarter finns listade i Catalogue of Life.

## Bildgalleri

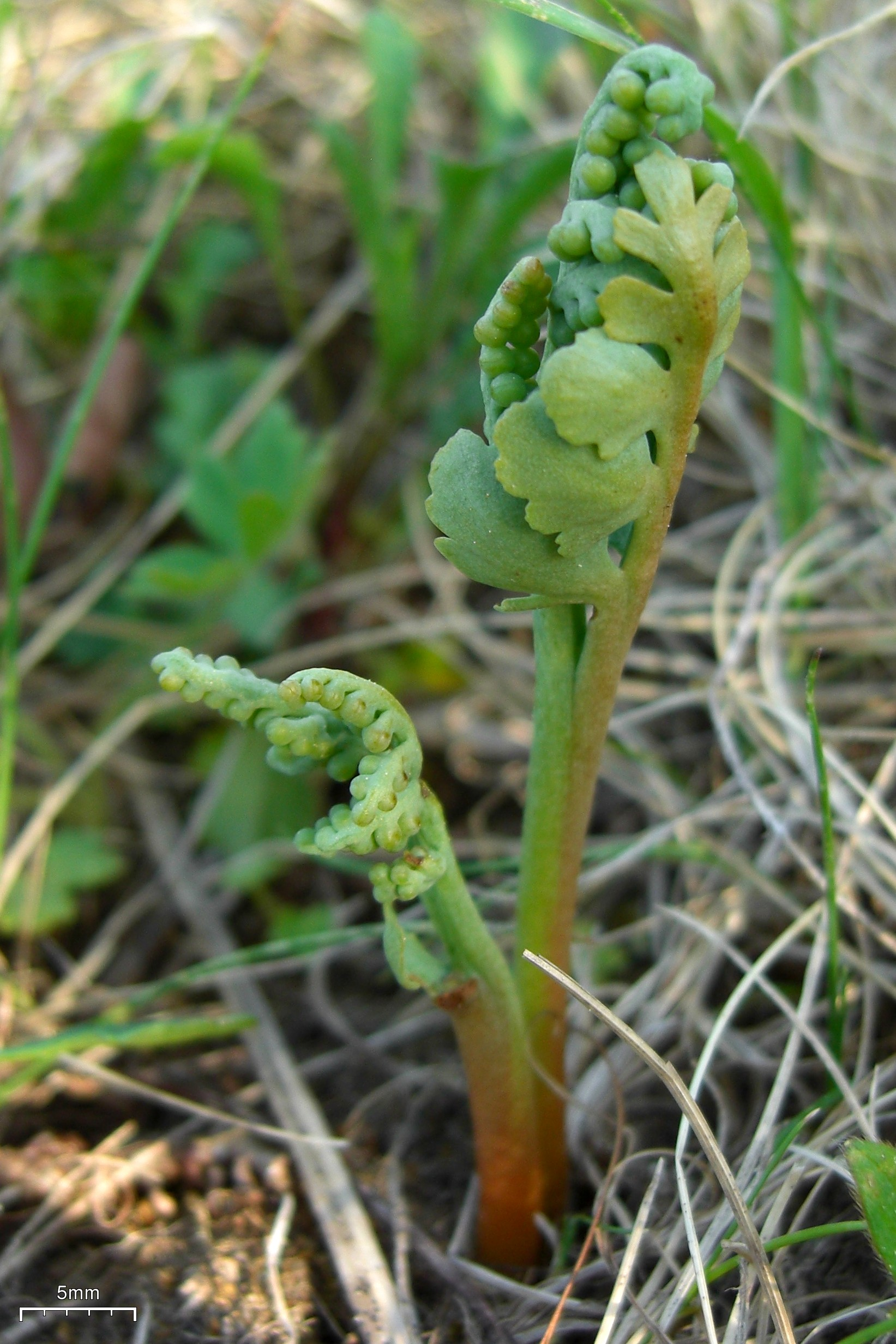